# C2orf83
C2orf83 (англ. Chromosome 2 open reading frame 83) – білок, який кодується однойменним геном, розташованим у людей на 2-й хромосомі. Довжина поліпептидного ланцюга білка становить 150 амінокислот, а молекулярна маса — 16 373.
| 10         |  | 20         |  | 30         |  | 40         |  | 50         |
| ---------- |  | ---------- |  | ---------- |  | ---------- |  | ---------- |
| MEDYALTFGI |  | NPFIALMIQP |  | IVTMTVVDNQ |  | GLGLPVDIQH |  | KAKPSPKASQ |
| MLPPDLGPPS |  | FQNLLSPSEK |  | LEPWDPGMRK |  | LTVQTCGLTF |  | IHPAGHGLCH |
| PTAEASAETL |  | SSTALNRPSV |  | REGACNEKST |  | ENKKPQDSVL |  | WSHSRWFQGN |
|            |  |            |  |            |  |            |  |            |

A: Аланін

C: Цистеїн

D: Аспарагінова кислота

E: Глутамінова кислота

F: Фенілаланін

G: Гліцин

H: Гістидин

I: Ізолейцин

K: Лізин

L: Лейцин

M: Метіонін

N: Аспарагін

P: Пролін

Q: Глутамін

R: Аргінін

S: Серин

T: Треонін

V: Валін

W: Триптофан

Задіяний у такому біологічному процесі, як альтернативний сплайсинг. 